# HAMMER
HAMMER — 64-бітна файлова система побудована на B-деревах. Розроблена у 2008 році Меттью Діллоном для операційної системи DragonFly BSD.

## Можливості
Файлова система HAMMER має такі можливості:
- збереження історії файлової системи (із налаштовуваним очищенням старих даних);
- великий об'єм (до 1 Ексабайт);
- можливість роботи з псевдо-файловими системами і віддзеркалення на рівні псевдофайлових систем;
- посилений контроль за цілісністю даних (перевірка CRC метаданих);
- мінімізація витрат часу на відновлення у випадку некоректного розмонтування ФС (немає необхідності запускати fsck);
- ФС оптимізована для роботи з кластерами і віддаленим доступом до інформації.